# 2023년 KBO 포스트시즌
2023 신한은행 SOL KBO 포스트시즌은 2023년 10월 19일부터 11월 13일까지 실시됐다. 이번 포스트시즌의 한국시리즈 5차전 장소는 최근 3년간 진행했던 방식대로 정규시즌 우승팀의 홈구장인 서울종합운동장 야구장에서 치러졌다.

## 진출팀
2023년 포스트시즌에 진출한 팀은 LG 트윈스, kt 위즈, SSG 랜더스, NC 다이노스, 두산 베어스이다.
- LG 트윈스

2019년부터 5년 연속으로 포스트시즌 진출에 성공했다. 올 시즌은 1994년 이후 29년만에 정규 시즌 우승도 함께 기록하면서 한국시리즈 직행에 성공했다. 한국시리즈 출전 역시 2002년 이후 21년만이며, 통합 우승을 이루게 되면 1994년 이후 29년만에 통합 우승을 기록하게 된다.
- kt 위즈

2020년부터 4년 연속으로 포스트시즌 진출에 성공했다. 올 시즌 초반부 리그 10위까지 떨어지면서 포스트시즌 진출 전망이 매우 어두웠으나, 6월부터 순위를 끌어올리기 시작하더니 8월 이후에는 2위를 줄곧 유지했고 정규 시즌 종료를 약 일주일 정도 남긴 시점에서 최종 순위 2위를 확정하며 플레이오프로 직행하게 됐다.
- SSG 랜더스

2022년 통합 우승 이후 2년 연속으로 포스트시즌 진출에 성공했다. 올 시즌 초반부까지는 상위권을 줄곧 유지했으나 7월 이후 승률이 급격히 떨어졌고 순위가 점점 떨어지기 시작했으며, 포스트시즌에 진출하지 못하는 6위까지 순위가 떨어지기도 했다. 하지만, 10월 초부터 진행된 2022년 아시안 게임 기간 동안 상승세를 타며 떨어졌던 순위를 끌어올리는데 성공했고 10월 17일 진행된 정규 시즌 최종전인 두산 베어스 전에서 승리하면서 최종 3위를 기록해 준플레이오프로 직행하게 됐다.
- NC 다이노스

2020년 통합 우승 이후 3년만에 포스트시즌 진출에 성공했다. 2020년 통합 우승을 기록한 이후 지난 2년 간 7위와 6위를 기록하면서 포스트시즌 진출에 실패했고 중위권 팀이라는 인식이 강하게 새겨졌었지만, 올해는 최종 순위 5위 이내로 들어오면서 팀 순위 면에서는 3년 동안 상승세를 보이게 됐다. 10월 17일 진행된 KIA 타이거즈 전에서 패배를 기록하면서 최종 4위가 확정됐고, 와일드카드 결정전 홈경기로 이번 포스트시즌을 시작하게 됐다.
- 두산 베어스

2021년 준우승을 기록한 이후 2년만에 포스트시즌 진출에 성공했다. 2022년 시즌은 팀 역사상 최악의 순위였던 9위를 기록하기도 했다. 두산 베어스는 작년 시즌의 아픔을 딛고 이번 시즌부터 김태형 감독에서 이승엽 감독으로 바꾸고 그에 맞게 코칭 스태프 역시 교체했고 이들은 포스트시즌 진출에 성공하는 업적을 이뤄냈다. 10월 16일 진행된 SSG 랜더스와의 경기에서 패배하면서 최종 5위가 확정됐고, 와일드카드 결정전 원정경기로 이번 포스트시즌을 시작하게 됐다.

## 대진표
|  | 와일드카드 결정전 | 와일드카드 결정전 | 와일드카드 결정전 |  |  | 준플레이오프 | 준플레이오프 | 준플레이오프 |  |  | 플레이오프 | 플레이오프  | 플레이오프 |  |  | 한국시리즈 | 한국시리즈 | 한국시리즈 |
|  |                   |                   |                   |  |  |              |              |              |  |  |            |             |            |  |  |            |            |            |
|  |                   |                   |                   |  |  |              |              |              |  |  |            |             |            |  |  | 1          | LG 트윈스  | 4          |
|  |                   |                   |                   |  |  |              |              |              |  |  | 2          | kt 위즈     | 3          |  |  | 2          | kt 위즈    | 1          |
|  |                   |                   |                   |  |  | 3            | SSG 랜더스   | 0            |  |  | 4          | NC 다이노스 | 2          |  |  |            |            |            |
|  | 4                 | NC 다이노스       | 1                 |  |  | 4            | NC 다이노스  | 3            |  |  |            |             |            |  |  |            |            |            |
|  | 5                 | 두산 베어스       | 0                 |  |  |              |              |              |  |  |            |             |            |  |  |            |            |            |

## 와일드카드 결정전

### 출장자 명단
| 팀          | 선수 명단 |
| NC 다이노스 | - 감독 - 강인권 - 코치 - 전형도, 진종길, 전민수, 송지만, 윤병호, 윤수강, 박석진, 이종욱, 김수경 - 투수 - 태너, 송명기, 김영규, 최성영, 김시훈, 이용찬, 임정호, 하준영, 류진욱, 이재학, 신민혁, 한재승, 이준호 - 포수 - 박세혁, 김형준 - 내야수 - 박민우, 김수윤, 서호철, 김주원, 도태훈, 최정원, 오영수, 김한별 - 외야수 - 박영빈, 김성욱, 손아섭, 권희동, 박건우, 마틴, 박한결   |
| 두산 베어스 | - 감독 - 이승엽 - 코치 - 김한수, 조성환, 세리자와, 박정배, 정수성, 권명철, 김주찬, 고토, 고영민 - 투수 - 박치국, 홍건희, 김강률, 이병헌, 김동주, 김명신, 곽빈, 브랜든, 이영하, 박정수, 최원준, 최승용, 정철원 - 포수 - 안승한, 장승현, 양의지 - 내야수 - 이유찬, 박준영, 박지훈, 허경민, 박계범, 강승호, 김재호, 양석환 - 외야수 - 로하스, 정수빈, 김재환, 김인태, 조수행, 김태근 |

### 경기 기록
| 일시                 | 경기  | 원정팀(선공) | 스코어 | 홈팀(후공)  | 개최 구장  | 개시 시각 | 관중수   | 경기 MVP             |
| -------------------- | ----- | ------------ | ------ | ----------- | ---------- | --------- | -------- | -------------------- |
| 10월 19일(목)        | 1차전 | 두산 베어스  | 9 - 14 | NC 다이노스 | 창원NC파크 | 18시 30분 | 12,299명 | 서호철 (NC 다이노스) |
| 승리팀 : NC 다이노스 |       |              |        |             |            |           |          |                      |

### 1차전
2023년 10월 19일 - 창원NC파크
| 팀 | 1 | 2 | 3 | 4 | 5 | 6 | 7 | 8 | 9 | R  | H  | E | B |
| 두산 베어스 | 1 | 1 | 1 | 0 | 2 | 0 | 0 | 1 | 3 | 9  | 14 | 1 | 7 |
| NC 다이노스 ◄ | 0 | 0 | 0 | 5 | 1 | 0 | 2 | 6 | X | 14 | 12 | 1 | 9 |
| 승리 투수: 김영규 패전 투수: 이영하 세이브: 이용찬 홈런: 두산 – 로하스(태너 상대 3회 1점) NC – 서호철(곽빈 상대 4회 4점), 김형준(곽빈 상대 4회 1점, 홍건희 상대 8회 3점) |   |   |   |   |   |   |   |   |   |    |    |   |   |

- 시구 : 공룡좌 (NC 다이노스 팬)
- 1차전 MVP : NC 서호철 - 4타수 3안타(1홈런) 1볼넷 6타점 2득점 (4회말 만루 홈런, 7회말 쐐기 2타점 2루타)
  - NC 와일드카드 결정전 통산 한 이닝 최다 타석 신기록 (4회말, 11타석)
  - NC 서호철, 와일드카드 결정전 1번째 만루 홈런 (포스트시즌 역대 17번째), 한 경기 최다 타점 신기록, 와일드카드 결정전 단일시즌 최다 타점 신기록 (6타점)
  - NC 서호철 - 김형준, 와일드카드 결정전 사상 첫 연속 타자 홈런 (와일드카드 결정전 1번째)
  - NC 김형준, 와일드카드 결정전 통산 최연소 홈런 (23세 11개월 17일)

1차전에서 NC는 태너 털리, 두산은 곽빈이 각각 선발 등판했다. 경기 초반까지는 두산의 분위기였다. 두산은 1회초 1사 2, 3루에서 로하스의 내야 땅볼 타점, 2회초에는 선두 타자 강승호의 안타 후 김인태의 1타점 2루타, 3회초 1사에서 로하스의 1점 홈런으로 3:0으로 앞서갔고, 선발 곽빈도 무실점으로 막고 있었다. 하지만 NC가 4회말 2사 만루에서 서호철이 역전 그랜드슬램을 터트린데 이어 김형준까지 백투백 홈런을 작렬시켜 두산 선발 곽빈을 마운드에서 끌어내리며 분위기를 바꿨다. 그러나 두산은 곧바로 5회초 무사 1,2루에서 양의지의 적시타, 이어진 1사 2,3루에서 강승호의 내야 땅볼 타점으로 다시 동점을 만들었다. 승부는 5회말에 갈렸다. 5회말, 두산 2루수 강승호가 마틴의 뜬공 타구를 놓치는 실책을 저질렀는데 이 때 2루까지 간 NC의 마틴은 김주원 뜬공 때 3루로 갔고, 2사 3루에서 서호철이 볼넷으로 출루한 뒤 이영하가 폭투를 저지른 틈을 타 득점에 성공했다. 리드를 잡은 NC는 7회말 2사 만루에서 서호철이 2타점 2루타를 터트렸고 8회초 2사 1루에서 김재환의 안타와 중견수 실책으로 1점을 내줬지만, 8회말 김형준의 3점 홈런을 포함해 대거 6득점으로 완벽히 쐐기를 박았다. 두산은 8회초 2사 부터 올라온 NC 마무리 이용찬으로부터 2사 1,3루에서 박지훈의 내야 안타와 정수빈의 2타점 3루타로 3점을 뽑아 추격했으나 더 이상 추격을 하지 못하고 경기가 끝이나며 1승의 어드벤티지를 안고 시작한 정규시즌 4위 NC가 1차전에서 와일드카드 결정전을 끝내며 준플레이오프에 진출했다.

## 준플레이오프

### 출장자 명단
- 와일드카드 결정전 승자 NC 다이노스는 한재승과 김수윤을 엔트리에서 제외시키고, 박대온과 천재환을 합류시켰다.

| 팀          | 선수 명단 |
| SSG 랜더스  | - 감독 - 김원형 - 코치 - 조원우, 손지환, 정경배, 김민재, 채병용, 박정권, 조동화, 정진식, 이승호 - 투수 - 고효준, 이건욱, 서진용, 엘리아스, 김광현, 맥카티, 노경은, 문승원, 오원석, 최민준, 이로운, 송영진 - 포수 - 이재원, 김민식, 조형우 - 내야수 - 박성한, 김찬형, 김성현, 안상현, 최정, 최주환 - 외야수 - 김강민, 최상민, 하재훈, 추신수, 에레디아, 강진성, 한유섬, 오태곤, 최지훈 |
| NC 다이노스 | - 감독 - 강인권 - 코치 - 전형도, 진종길, 전민수, 송지만, 윤병호, 윤수강, 박석진, 이종욱, 김수경 - 투수 - 태너, 송명기, 페디, 김영규, 최성영, 김시훈, 이용찬, 임정호, 하준영, 류진욱, 이재학, 신민혁, 이준호 - 포수 - 박세혁, 박대온, 김형준 - 내야수 - 박민우, 서호철, 김주원, 도태훈, 최정원, 오영수, 김한별 - 외야수 - 박영빈, 천재환, 김성욱, 손아섭, 권희동, 박건우, 마틴         |

### 경기 기록
| 일시                                                          | 경기  | 원정팀(선공) | 스코어 | 홈팀(후공)  | 개최 구장         | 개시 시각 | 관중수          | 경기 MVP             |
| ------------------------------------------------------------- | ----- | ------------ | ------ | ----------- | ----------------- | --------- | --------------- | -------------------- |
| 10월 22일(일)                                                 | 1차전 | NC 다이노스  | 4 - 3  | SSG 랜더스  | 인천SSG랜더스필드 | 14시 00분 | 22,500명 (매진) | 김성욱 (NC 다이노스) |
| 10월 23일(월)                                                 | 2차전 | NC 다이노스  | 7 - 3  | SSG 랜더스  | 인천SSG랜더스필드 | 18시 30분 | 19,777명        | 박건우 (NC 다이노스) |
| 10월 25일(수)                                                 | 3차전 | SSG 랜더스   | 6 - 7  | NC 다이노스 | 창원NC파크        | 18시 30분 | 16,649명        | 마틴 (NC 다이노스)   |
| 승리팀 : NC 다이노스, 준플레이오프 MVP : 김영규 (NC 다이노스) |       |              |        |             |                   |           |                 |                      |

### 1차전
2023년 10월 22일 - 인천SSG랜더스필드
| 팀 | 1 | 2 | 3 | 4 | 5 | 6 | 7 | 8 | 9 | R | H | E | B |
| NC 다이노스 ◄ | 0 | 0 | 0 | 0 | 0 | 0 | 0 | 2 | 2 | 4 | 7 | 0 | 0 |
| SSG 랜더스 | 0 | 0 | 0 | 0 | 0 | 0 | 0 | 1 | 2 | 3 | 8 | 0 | 1 |
| 승리 투수: 김영규 패전 투수: 엘리아스 세이브: 이용찬 홀드: 류진욱 홈런: NC – 김성욱 (엘리아스 상대 8회 2점) SSG – 하재훈 (이용찬 상대 9회 2점) |   |   |   |   |   |   |   |   |   |   |   |   |   |

- 시구 : 가수 김남주 (에이핑크)
- 1차전 MVP : NC 김성욱 - 1타수 1안타(1홈런) 2타점 1득점 (8회초 대타 출전, 결승 2점 홈런)
  - NC 김성욱, 준플레이오프 역대 8번째 대타 홈런 (포스트시즌 역대 28번째)

1차전에서 SSG는 엘리아스, NC는 신민혁이 각각 선발 등판했다. 7회까지 양 팀은 팽팽한 0의 행진을 이어갔다. NC는 선발 신민혁이 3회와 4회 무사 1, 2루 위기와 5회 선두타자 출루를 허용하는 위기를 이겨내며 5.2이닝 무실점으로 호투했고, 두 번째 투수 김영규도 1.1이닝을 무실점으로 막았다. SSG는 엘리아스가 7회까지 NC 타선을 무실점으로 막아내며 순항하고 있었다. 양 팀의 승부는 8회와 9회의 공격에서 갈렸다. 8회초 NC는 8이닝째 투구에 들어갔던 엘리아스를 상대로 1사 1루에서 오영수의 대타로 등장한 김성욱이 초구를 공략해 선제 2점 홈런을 작렬시키며 선취점을 얻어냈다. SSG가 8회말 1사 2,3루에서 최정의 희생플라이로 추격했지만 9회초 NC가 노경은을 상대로 선두타자 안타로 출루해 도태훈의 희생 번트로 2루로 간  박민우의 3루 도루 후 마틴의 적시타, 서진용을 상대로 2사에서 마틴의 2루 도루 후 서호철의 적시타로 2점을 추가하며 사실상 승기를 가져왔다. SSG는 9회말 NC 마무리 이용찬으로부터 무사 1루에서 하재훈이 2점 홈런을 터트리며 1점차로 다시 따라붙었으나 후속 세 타자였던 최지훈, 김성현, 김강민이 흐름을 이어주지 못하고 범타로 물러나면서 준플레이오프 1차전은 NC의 신승으로 마무리됐다.

### 2차전
2023년 10월 23일 - 인천SSG랜더스필드
| 팀 | 1 | 2 | 3 | 4 | 5 | 6 | 7 | 8 | 9 | R | H | E | B |
| NC 다이노스 ◄ | 3 | 1 | 0 | 0 | 0 | 0 | 0 | 3 | 0 | 7 | 9 | 0 | 9 |
| SSG 랜더스 | 0 | 0 | 0 | 2 | 0 | 1 | 0 | 0 | 0 | 3 | 7 | 2 | 7 |
| 승리 투수: 최성영 패전 투수: 김광현 홀드: 이재학, 김영규, 류진욱 홈런: NC – 김형준 (문승원 상대 8회 1점) SSG – 한유섬 (송명기 상대 4회 2점, 이재학 상대 6회 1점) |   |   |   |   |   |   |   |   |   |   |   |   |   |

- 시구 : 개그맨 김원훈
- 2차전 MVP : 박건우 - 5타수 3안타 2타점 1득점
  - SSG 김광현, 포스트시즌 최다 선발 등판 (19회)
  - SSG 한유섬, 준플레이오프 통산 11번째 연타석 홈런 (포스트시즌 통산 29번째, 개인 2번째)

2차전에서 SSG는 김광현, NC는 송명기가 각각 선발 등판했다. NC가 경기를 시작하자마자 김광현을 공략했다. NC는 1회초 손아섭의 내야 안타로 출발해 1사 후 박건우, 마틴(1타점 2루타), 권희동(1타점)의 3연속 안타와 서호철의 희생 플라이로 3점을 뽑았고, 2회초에는 2사 1,2루에서 박건우의 적시타로 추가점을 내며 4:0으로 초반 기선제압에 성공했으나 3회부터 7회까지 추가 득점 기회를 놓쳤다. 특히, 5회초에는 무사 1,2루에서 김형준이 번트를 시도했으나 병살타가 되기도 했다. 그 사이 SSG가 한유섬의 홈런 두 방으로 추격을 시작했다. 한유섬은 4회말 무사 1루에서 2점 홈런을 터트려 NC 선발 송명기를 끌어 내렸고, 6회말에는 NC 세 번째 투수 이재학을 상대로 1점 홈런을 작렬시켜 연타석 홈런으로 1점 차로 추격했다. 하지만 4회부터 올라온 SSG 두 번째 투수 문승원에게 고전했던 NC는 8회초 공격에서 선두 타자 김형준이 5회초 번트 병살타를 만회하는 1점 홈런을 쏘아 올렸고, 이후 1사 2루에서 손아섭의 1타점 2루타, 뒤이어 2사 2루에서 박건우의 적시타로 3점을 추가해 쐐기를 박으며 NC가 2차전도 승리를 거두고 플레이오프 진출까지 1승만을 남겨두게 됐다.

### 3차전
2023년 10월 25일 - 창원NC파크
| 팀 | 1 | 2 | 3 | 4 | 5 | 6 | 7 | 8 | 9 | R | H  | E | B  |
| SSG 랜더스 | 0 | 5 | 0 | 1 | 0 | 0 | 0 | 0 | 0 | 6 | 6  | 1 | 11 |
| NC 다이노스 ◄ | 3 | 4 | 0 | 0 | 0 | 0 | 0 | 0 | X | 7 | 12 | 0 | 8  |
| 승리 투수: 이재학 패전 투수: 노경은 세이브: 이용찬 홀드: 김영규, 류진욱, 임정호 홈런: SSG – 최정 (태너 상대 2회 4점) NC – 마틴 (노경은 상대 2회 3점) |   |   |   |   |   |   |   |   |   |   |    |   |    |

- 시구 : 이영진, 전연희, 권진웅 (창원NC파크 관리팀 직원)
- 3차전 MVP : NC 마틴 - 4타수 2안타(1홈런) 3타점 2득점 (2회말 결승 3점 홈런)
  - SSG 최정, 준플레이오프 8번째 만루 홈런 (포스트시즌 역대 18번째), 포스트시즌 통산 최다 타점 신기록 (43타점)
  - 준플레이오프 1경기 최다 사사구 기록 (19개 - SSG 11개, NC 8개)

3차전에서 NC는 태너, SSG는 오원석이 각각 선발 등판했다. 경기 초반은 난타전 양상으로 전개됐다. 1회말 NC가 무사 1, 2루 찬스에서 박건우의 병살타로 2사 1루가 되어 흐름이 끊기는듯 했으나 여기서 마틴이 안타로 출루한 뒤 도루에 성공하며 만들어진 2사 2, 3루에서 권희동(2타점), 서호철(1타점 2루타)의 연속 적시타로 3득점하며 기선을 제압했다. 하지만 벼랑 끝에 몰린 SSG의 반격도 매서웠다. 2회초 2사 만루에서 에레디아의 밀어내기 볼넷과 최정의 역전 만루 홈런으로 대거 5득점에 성공하며 순식간에 경기를 뒤집었다. 그러나 NC는 곧바로 2회말 반격에서 1사 1, 2루 찬스를 만들어 SSG 선발 오원석을 끌어내렸고, 조기 투입된 노경은을 상대로 박건우의 적시타와 마틴의 재역전 3점 홈런으로 다시 리드를 빼앗아오는데 성공했다. SSG는 4회초 2사 1루에서 한유섬의 1타점 2루타로 1점 차까지 쫒아왔지만 양 팀은 그 이후 더 이상 점수를 내지 못한 상태로 이어졌고, NC의 불펜진은 이재학, 김영규, 류진욱, 임정호와 마무리 이용찬까지 총 5명의 투수가 선발 태너가 2이닝만 던지고 내려간 뒤 남은 7이닝을 단 1점으로 막아내며 결국 1점 차 리드를 지켜냈고, 시리즈 전적 3승 무패로 플레이오프에 진출했다.
- 준플레이오프 MVP : NC 김영규 - 3경기 1승, 2홀드, 3.2이닝 1피안타, 2볼넷, 무실점

## 플레이오프

### 출장자 명단
- 준플레이오프 승자 NC 다이노스는 하준영을 엔트리에서 제외시키고, 이용준을 합류시켰다.

| 팀          | 선수 명단 |
| kt 위즈     | - 감독 - 이강철 - 코치 - 김태균, 김강, 장재중, 박기혁, 김태한, 박정환, 제춘모, 최만호, 유한준 - 투수 - 고영표, 김민, 엄상백, 배제성, 쿠에바스, 이상동, 주권, 손동현, 벤자민, 김영현, 박영현, 김재윤 - 포수 - 장성우, 김준태, 강현우 - 내야수 - 오윤석, 박경수, 김상수, 황재균, 이상호, 이호연, 박병호, 신본기 - 외야수 - 송민섭, 조용호, 문상철, 알포드, 배정대, 김민혁, 정준영 |
| NC 다이노스 | - 감독 - 강인권 - 코치 - 전형도, 진종길, 전민수, 송지만, 윤병호, 윤수강, 박석진, 이종욱, 김수경 - 투수 - 태너, 송명기, 페디, 김영규, 최성영, 김시훈, 이용찬, 임정호, 류진욱, 이용준, 이재학, 신민혁, 이준호 - 포수 - 박세혁, 박대온, 김형준 - 내야수 - 박민우, 서호철, 김주원, 도태훈, 최정원, 오영수, 김한별 - 외야수 - 박영빈, 천재환, 김성욱, 손아섭, 권희동, 박건우, 마틴   |

### 경기 기록
| 일시                                                | 경기  | 원정팀(선공) | 스코어 | 홈팀(후공)  | 개최 구장      | 개시 시각 | 관중수          | 경기 MVP             |
| --------------------------------------------------- | ----- | ------------ | ------ | ----------- | -------------- | --------- | --------------- | -------------------- |
| 10월 30일(월)                                       | 1차전 | NC 다이노스  | 9 - 5  | kt 위즈     | 수원KT위즈파크 | 18시 30분 | 16,241명        | 페디 (NC 다이노스)   |
| 10월 31일(화)                                       | 2차전 | NC 다이노스  | 3 - 2  | kt 위즈     | 수원KT위즈파크 | 18시 30분 | 15,453명        | 신민혁 (NC 다이노스) |
| 11월 2일(목)                                        | 3차전 | kt 위즈      | 3 - 0  | NC 다이노스 | 창원NC파크     | 18시 30분 | 17,400명 (매진) | 고영표 (kt 위즈)     |
| 11월 3일(금)                                        | 4차전 | kt 위즈      | 11 - 2 | NC 다이노스 | 창원NC파크     | 18시 30분 | 17,400명 (매진) | 쿠에바스 (kt 위즈)   |
| 11월 5일(일)                                        | 5차전 | NC 다이노스  | 2 - 3  | kt 위즈     | 수원KT위즈파크 | 14시 00분 | 17,329명        | 김민혁 (kt 위즈)     |
| 승리팀 : kt 위즈, 플레이오프 MVP : 손동현 {kt 위즈) |       |              |        |             |                |           |                 |                      |

### 1차전
2023년 10월 30일 - 수원KT위즈파크
| 팀 | 1 | 2 | 3 | 4 | 5 | 6 | 7 | 8 | 9 | R | H  | E | B |
| NC 다이노스 ◄ | 1 | 1 | 2 | 4 | 0 | 0 | 0 | 0 | 1 | 9 | 13 | 0 | 3 |
| kt 위즈 | 0 | 0 | 1 | 0 | 0 | 0 | 0 | 0 | 4 | 5 | 9  | 2 | 2 |
| 승리 투수: 페디 패전 투수: 쿠에바스 홈런: NC – 오영수 (쿠에바스 상대 2회 1점) kt – 문상철 (페디 상대 3회 1점), 배정대 (이용찬 상대 9회 4점) |   |   |   |   |   |   |   |   |   |   |    |   |   |

- 시구 : 배우 전종서
- 1차전 MVP : NC 페디 - 6이닝 3피안타(1피홈런) 1사사구 1실점 12K (투구수: 98개)
  - kt 배정대, 플레이오프 6번째 만루 홈런 (포스트시즌 19번째)
  - NC 페디, 플레이오프 경기 최다 탈삼진 신기록 (12개)

1차전에서 kt는 쿠에바스, NC는 페디가 각각 선발 등판했다. 올해 정규 시즌 20승, 200탈삼진을 기록하고 트리플 크라운을 달성한 페디와 KBO 역대 세 번째이자 외국인 투수 첫 무패 승률왕 쿠에바스의 대결로 투수전이 될 것이란 예상과는 달리 경기는 NC의 일방적인 페이스로 전개됐다. 1회초 1사 2, 3루에서 마틴의 희생 플라이로 선취점을 올린 NC는 2회초 오영수의 1점 홈런, 3회초에는 선두타자 박민우의 뜬공 타구를 kt 3루수 황재균이 놓치는 실책으로 발생된 찬스를 살려 박건우의 1타점 2루타, 1사 2루에서 권희동의 적시타로 2득점, 4회초에는 볼넷과 투수 쿠에바스의 실책, 폭투로 만들어진 무사 2, 3루에서 손아섭의 적시타로 쿠에바스를 강판시킨 뒤 이어진 무사 만루에서 박건우의 희생플라이, 2사 1, 2루에서 권희동이 kt 세 번째 투수 이상동에게 11구 승부 끝에 2타점 3루타를 터트리며 대거 4득점으로 승기를 잡았다. 10월 16일 광주 KIA전 부상 강판 이후 2주 만에 등판한 NC 선발 페디도 3회말 문상철에게 1점 홈런을 맞은 것 외에는 안정감 있는 모습을 보이며 6이닝 1실점 12탈삼진의 위력적인 투구를 보여줬다. kt는 3회말 문상철이 1점 홈런을 뽑은 것 외에는 8회까지 이렇다 할 점수를 뽑지 못했고 9회초에는 1사 후 3연속 안타로 1점을 더 내줬다. 이후 9회말 2사 만루에서 배정대가 이용찬을 상대로 만루 홈런을 터트렸지만 승부를 뒤집기엔 역부족이었고, 결국 NC가 플레이오프 1차전을 먼저 가져가는데 성공했다.

### 2차전
2023년 10월 31일 - 수원KT위즈파크
| 팀 | 1 | 2 | 3 | 4 | 5 | 6 | 7 | 8 | 9 | R | H | E | B |
| NC 다이노스 ◄                                                                                                   | 2 | 0 | 1 | 0 | 0 | 0 | 0 | 0 | 0 | 3 | 5 | 2 | 0 |
| kt 위즈 | 0 | 0 | 0 | 0 | 0 | 0 | 0 | 2 | 0 | 2 | 6 | 2 | 3 |
| 승리 투수: 신민혁 패전 투수: 벤자민 세이브: 이용찬 홀드: 류진욱, 임정호 홈런: NC – 박건우(벤자민 상대 1회 2점]] |   |   |   |   |   |   |   |   |   |   |   |   |   |

- 시구 : 가수 유주
- 2차전 MVP : NC 신민혁 - 6.1이닝 1피안타 1사사구 무실점 2K (투구수: 81개)
  - NC, 포스트시즌 최다 연승 공동 1위 타이 기록 (9연승)

2차전에서 kt는 벤자민, NC는 신민혁이 각각 선발 등판했다. NC가 초반 기세를 이어가며 시작했다. NC는 1회초 1사 1루에서 박건우가 선제 2점 홈런을 작렬시키며 선취 득점에 성공했고, 3회초에는 선두 타자로 나와 3루타로 출루한 김주원이 손아섭의 타구를 kt 1루수 박병호가 놓치는 포구 실책을 저지른 틈을 타 득점에 성공해 초반 3점으로 앞서가고 있었고 선발 신민혁은 kt 타선을 7회 1아웃까지 무실점으로 틀어막으며 분위기를 이어가고 있었다. kt는 5이닝 3실점을 한 벤자민 이후에 손동현과 박영현이 이어 던지며 분위기 반전을 노렸는데 8회말 공격에서 김민혁의 볼넷과 배정대의 안타, NC 좌익수 권희동의 포구 실책으로 맞이한 1사 2,3루에서 오윤석의 희생 플라이와 2사에서 올라온 NC 마무리 이용찬을 상대로 김상수가 적시타를 터트리면서 1점차까지 추격했고 9회말에는 박병호와 장성우의 연속 안타로 무사 1,3루 찬스를 잡았다. 그러나 NC의 이용찬은 문상철과 김준태를 연속 삼진으로 돌려세웠고, 배정대를 자동 고의사구로 내보낸 2사 만루에서 오윤석의 타구를 유격수 김주원이 다이빙 캐치로 잡아내는 호수비로 경기를 마무리 지으며 NC가 1점차 신승으로 2차전도 승리를 거두고 2020년 한국시리즈 4차전부터 시작해 포스트시즌 9연승, 이번 포스트시즌에서만 6연승을 달리며 한국시리즈 진출까지 1승만을 남겨놓게 됐다.

### 3차전
2023년 11월 2일 - 창원NC파크
| 팀 | 1 | 2 | 3 | 4 | 5 | 6 | 7 | 8 | 9 | R | H | E | B |
| kt 위즈 ◄ | 0 | 2 | 0 | 0 | 0 | 0 | 1 | 0 | 0 | 3 | 7 | 0 | 4 |
| NC 다이노스 | 0 | 0 | 0 | 0 | 0 | 0 | 0 | 0 | 0 | 0 | 5 | 1 | 2 |
| 승리 투수: 고영표 패전 투수: 태너 세이브: 김재윤 홀드: 손동현, 박영현 홈런: kt – 배정대 (태너 상대 2회 2점), 문상철 (김영규 상대 7회 1점) |   |   |   |   |   |   |   |   |   |   |   |   |   |

- 시구 : 이성우 (노브레인 멤버) / 시타 : 정우용 (노브레인 멤버) / 시포 : 황현성 (노브레인 멤버) / 시판 : 정민준 (노브레인 멤버)
- 3차전 MVP : kt 고영표 - 6이닝 3피안타 2사사구 무실점 5K (투구수: 105개)
  - NC 박민우, 플레이오프 최다 연속 경기 안타 타이 기록 (12경기)

3차전에서 NC는 태너, kt는 고영표가 각각 선발 등판했다. 3차전에서 kt가 반격을 시작했다. kt는 1회초 무사 1, 3루 찬스를 놓쳤으나, 2회초 조용호가 안타로 출루한 뒤 1사 1루에서 배정대가 NC 선발 투수 태너를 상대로 좌측 담장을 넘기는 선제 2점 홈런을 작렬시키며 이번 시리즈 들어 처음으로 선취점을 뽑는데 성공했다. 마운드에서는 선발 고영표가 안정된 제구력을 보여주며 기세가 올랐던 NC 타선을 상대로 6이닝 동안 피안타 3개와 사사구 2개만 내주고 탈삼진 5개를 잡아내며 무실점으로 퀄리티 스타트를 기록해 자신의 별명 '고퀄스' 다운 피칭을 보여줬다. 반면 NC는 고영표를 상대로 2회, 3회, 5회, 6회에 주자가 나갔으나 점수를 뽑는데 실패했다. kt는 7회초 공격에서 6이닝 2실점을 기록하고 내려간 태너 다음으로 올라온 NC의 두 번째 투수 김영규를 상대로 선두타자 문상철이 1점 홈런을 터트리며 3점 차로 달아나는데 성공했고, 남은 세 이닝을 손동현, 박영현, 김재윤이 완벽하게 무실점으로 막아내며 시리즈 첫 승을 거두는데 성공했다.

### 4차전
2023년 11월 3일 - 창원NC파크
| 팀 | 1 | 2 | 3 | 4 | 5 | 6 | 7 | 8 | 9 | R  | H  | E | B |
| kt 위즈 ◄ | 2 | 2 | 2 | 2 | 0 | 0 | 2 | 1 | 0 | 11 | 14 | 1 | 6 |
| NC 다이노스 | 0 | 0 | 0 | 0 | 0 | 0 | 0 | 2 | 0 | 2  | 5  | 1 | 1 |
| 승리 투수: 쿠에바스 패전 투수: 송명기 홈런: kt – 황재균 (이재학 상대 4회 1점), 장성우 (이재학 상대 4회 1점), 알포드 (이용준 상대 8회 1점) |   |   |   |   |   |   |   |   |   |    |    |   |   |

- 시구 : 도구리 (엔씨소프트 게임 캐릭터) / 시타 : 헤르피 (엔씨소프트 게임 캐릭터)
- 4차전 MVP : kt 쿠에바스 - 6이닝 1피안타 무사사구 무실점 3K (투구수: 73개)
  - kt, 플레이오프 연속 이닝 무실점 타이 기록 (22이닝)

4차전에서 NC는 송명기, kt는 쿠에바스가 각각 선발 등판했다. 4차전은 kt의 일방적인 흐름 속에서 전개됐다. 1회초부터 1사 1, 3루에서 박병호의 적시타와 장성우의 희생 플라이로 2점을 내며 출발한 kt는 2회초에도 1사 2, 3루에서 NC의 두 번째 투수로 올라온 이재학의 폭투, 김상수의 볼넷으로 만들어진 1사 1, 3루에서 황재균의 1타점 2루타로 2득점을 올린데 이어 3회초에는 1사 2, 3루에서 배정대의 2타점 적시타, 4회초는 선두 타자로 나온 황재균과 2사 후 장성우의 홈런 두 방이 터지면서 역시 2득점을 해내며 초반에 사실상 승부를 결정지었고, 7회초 1사 만루에서 조용호의 희생 플라이와 김상수의 적시타로 2점을 더 뽑은 kt는 8회초에는 알포드가 3볼 노 스트라이크에서 과감한 타격으로 홈런을 터트리며 축포를 쏘아올렸다. 마운드에서는 쿠에바스의 호투가 빛났다. 1차전 3이닝 7실점(4자책)으로 부진한 내용을 보여줬던 쿠에바스는 4일 만의 등판에서 6이닝 동안 단 1안타만 허용하는 짠물 투구로 1차전 부진을 말끔하게 씻어냈다. NC는 쿠에바스에게 1회말 kt 3루수 황재균의 실책으로 손아섭이 출루했으나 쿠에바스를 상대로 6회 2아웃에서 손아섭이 안타를 치기 전까지 노히트로 무기력한 모습을 보였다. NC는 8회말 주권을 상대로 오영수, 서호철, 박세혁(1타점)의 연속 3안타와 1사 후 손아섭의 적시타로 2득점 했으나 승부는 크게 기울어진 뒤였고 결국 kt가 폭발한 타선과 쿠에바스의 호투로 4차전에서 대승을 거두며 시리즈를 원점으로 맞춰냈고, LG의 한국시리즈 상대도 최종 5차전에서 가려지게 됐다.

### 5차전
2023년 11월 5일 - 수원KT위즈파크
| 팀                                                              | 1 | 2 | 3 | 4 | 5 | 6 | 7 | 8 | 9 | R | H | E | B |
| NC 다이노스                                                     | 0 | 0 | 1 | 0 | 1 | 0 | 0 | 0 | 0 | 2 | 6 | 0 | 0 |
| kt 위즈 ◄                                                       | 0 | 0 | 0 | 0 | 2 | 1 | 0 | 0 | X | 3 | 5 | 2 | 1 |
| 승리 투수: 손동현 패전 투수: 김영규 세이브: 김재윤 홀드: 박영현 |   |   |   |   |   |   |   |   |   |   |   |   |   |

- 시구 : 배우 정혜인 / 시타 : 김용기 (59회 대종상영화제 조직위원장)
- 5차전 MVP : kt 김민혁 - 1타수 1안타 2타점 (5회말 대타 동점 2타점 2루타)

5차전에서 kt는 벤자민, NC는 신민혁이 각각 선발 등판했다. 양 팀의 치열한 승부로 이어진 가운데 선취점은 NC가 먼저 뽑았다. NC는 3회초 1사에서 kt 유격수 김상수가 두 차례 연거푸 실책을 저지르며 만들어진 1사 1, 2루에서 손아섭의 안타로 만루 찬스를 잡았고 서호철이 희생 플라이로 3루 주자 김형준을 불러들이며 선취점을 냈다. 5회초에는 1사 3루에서 손아섭이 전진 수비를 뚫어내는 적시타로 한 점 더 달아났다. 하지만 kt의 반격이 매서웠다. 곧바로 5회말 반격에서 1사 1, 3루 찬스를 잡은 kt는 오윤석의 대타로 들어선 김민혁이 우익 선상으로 떨어지는 2타점 2루타를 터트리며 동점을 만드는데 성공했고, 6회말 무사 만루에서 박병호의 병살타로 3루 주자 김상수가 득점하며 리드를 잡았다. 리드를 잡은 kt 위즈는 6회와 7회를 틀어막은 손동현에 이어 박영현이 8회, 마무리 김재윤이 9회를 모두 삼자 범퇴로 깔끔하게 마무리했고, 2패 후 3연승으로 '리버스 스윕'에 성공하며 2년 만에 한국시리즈에 진출했다.
- 플레이오프 MVP : kt 손동현 - 5경기 등판, 1승 1홀드, 7이닝 3탈삼진 무실점

## 중계 일정
2023년 KBO 포스트시즌은 다음과 같은 방송사로부터 중계방송됐다.

### TV 중계

#### 와일드카드 결정전
1차전
- SPOTV, SPOTV2 (현장 제작 - 캐스터 : 김민수 / 해설 : 이대형)
- KBS N 스포츠 (캐스터 : 권성욱 / 해설 : 장성호)
- MBC 스포츠플러스 (캐스터 : 김수환 / 해설 : 정민철, 박재홍)
- SBS 스포츠 (캐스터 : 정우영 / 해설 : 이순철)[1]

#### 준플레이오프
1차전
- KBS2 (캐스터 : 이호근 / 해설 : 류지현, 박용택)

2차전
- SBS (캐스터 : 정우영 / 해설 : 이순철)

3차전
- MBC (캐스터 : 김나진 / 해설 : 정민철, 박재홍)

#### 플레이오프
1차전
- MBC (캐스터 : 김나진 / 해설 : 정민철, 박재홍)

2차전
- KBS2 (캐스터 : 강승화 / 해설 : 박용택, 윤희상)

3차전
- SBS (캐스터 : 정우영 / 해설 : 이순철)

4차전
- MBC (캐스터 : 김나진 / 해설 : 정민철, 박재홍)

5차전
- KBS2 (캐스터 : 강승화 / 해설 : 윤희상, 나지완)

## 같이 보기
- 2023년 KBO 리그
- 2023년 한국시리즈